# Léon Viardot
Pour les articles homonymes, voir Viardot.
 (mars 2018).
Si vous disposez d'ouvrages ou d'articles de référence ou si vous connaissez des sites web de qualité traitant du thème abordé ici, merci de compléter l'article en donnant les références utiles à sa vérifiabilité et en les liant à la section « Notes et références ».
Léon Pierre Bernard Viardot, né le 1er décembre 1805 à Dijon  et mort le 15 décembre 1899 dans le 4e arrondissement de Paris, est un artiste peintre français.

## Biographie
Élève de Ary Scheffer et François-Édouard Picot. Il obtient une médaille de 2e classe au Salon de 1835.
Il est le frère de Louis Viardot.